# Charles R. Knight
Charles Robert Knight (* 21. Oktober 1874 in Brooklyn; † 15. April 1953 in Manhattan) war ein US-amerikanischer Künstler, der für seinen gewaltigen Einfluss auf die Paläontologie bekannt ist.

## Wirken
Am bekanntesten sind seine Darstellungen von Dinosauriern und anderen prähistorischen Tieren. Knight gestaltete zahlreiche naturhistorische Museen mit seinen Gemälden aus. Bekannt sind die Darstellungen im American Museum of Natural History in Manhattan, New York und im Field Museum of Natural History in Chicago, Illinois, für das er 28 Wandgemälde anfertigte. Später wurden zahlreiche seiner Bilder in Büchern zum Thema veröffentlicht.
Er hatte durch seine Darstellungen maßgeblichen Einfluss darauf, wie moderne Menschen sich prähistorische Lebewesen vorstellen.

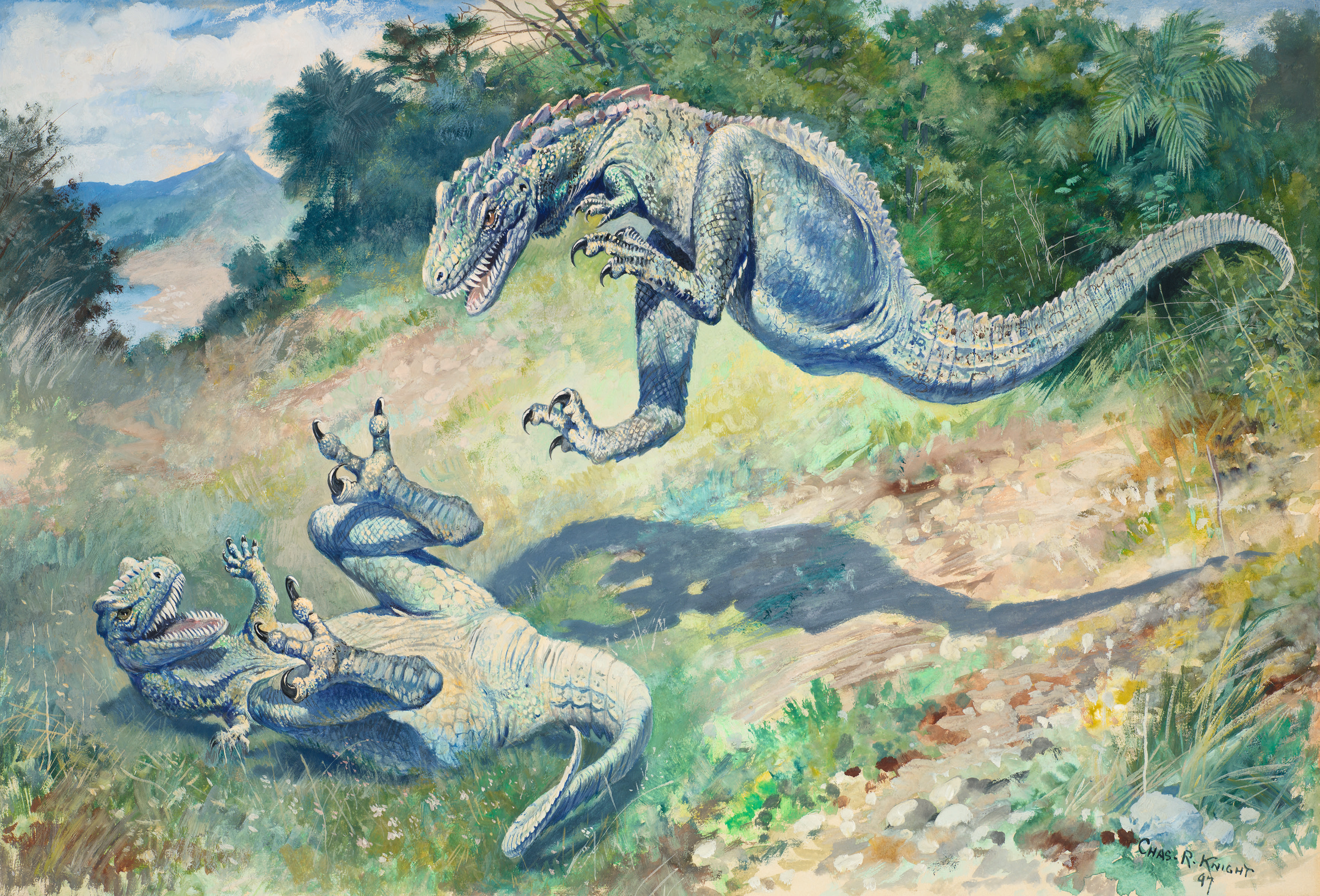
Leaping Laelaps by Charles R. Knight, 1897

Eines von Knights bekanntesten Werken des American Museum of Natural History ist das 1897 entstandene Leaping Laelaps, welches eines der ersten Gemälde ist, das Dinosaurier vor dem Jahre 1960 als agile und dynamische Wesen darstellt und damit einen heute wissenschaftlichen Konsens vorwegnimmt.

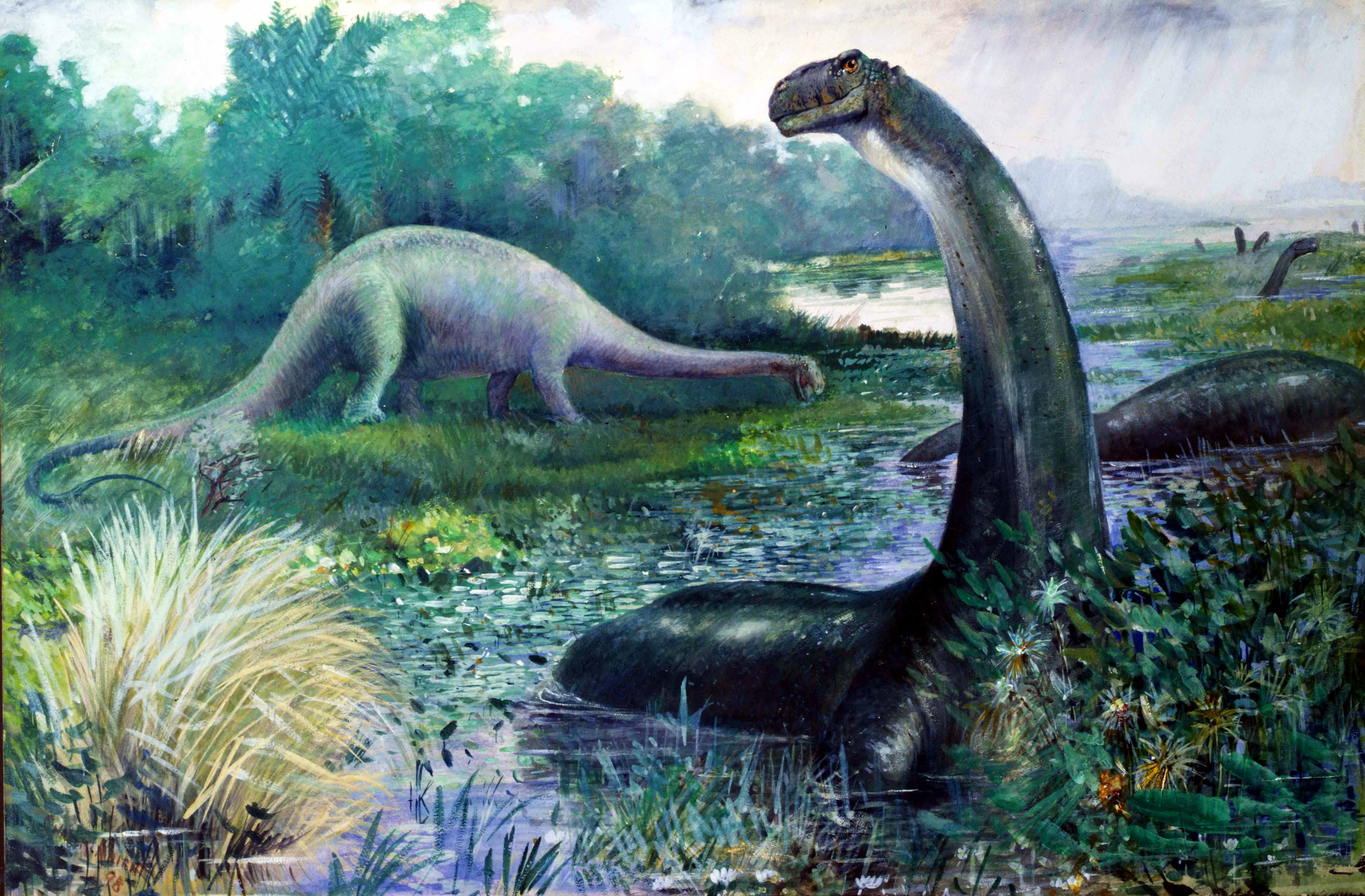
Brontosaurus, 1897.

Ein anderes bekanntes Werk ist seine Brontosaurus-Darstellung aus dem Jahr 1897. Es zeigt Brontosaurier, wie viele Wissenschaftler damals glaubten, als semiaquatische Tiere (wie Nilpferde), der These folgend, die gewaltigen Körperausmaße seien nur möglich geworden, weil das Wasser ihre Gelenke entlastet hat. Heute geht man hingegen davon aus, dass alle Sauropoden echte Landtiere waren.

## Ehrungen
1951 wurde er Ehrenmitglied der Society of Vertebrate Paleontology.